# Touët-de-l'Escarène
Touët-de-l'Escarène (in italiano Toetto di Scarena, desueto) è un comune francese di 306 abitanti situato nel dipartimento delle Alpi Marittime della regione della Provenza-Alpi-Costa Azzurra.
I suoi abitanti sono chiamati Touétois in francese e Toettesi in italiano.

## Geografia fisica
Situato sulla strada del Colle di Braus, nell'entroterra nizzardo, Touët-de-l'Escarène è disposto sul fianco d'una collina, al di sopra d'un rio "canterino", il Paillon, in un ambiente naturale tranquillo e bucolico a volontà.
Il paese si trova a 23 chilometri da Nizza e si raggiunge prendendo la strada n° 2204 e la linea ferroviaria SNCF Breglio-Nizza (Breil-sur-Roya - Nice).

## Storia
Alla fine del XIII secolo, Berengario Cais fu cosignore di Touët e di Peglione.
Touët-de-l'Escarène è stato parte integrante della storica Contea di Nizza fino al 1860, ed ha seguito perciò con essa, fin dal 1388, anno di dedizione di Nizza alla Savoia, le vicende storiche prima della Contea di Savoia e del Ducato di Savoia, e poi dopo il Congresso di Vienna, dal 1815 al 1860, le sorti del regno di Piemonte e Sardegna, facendone parte per quasi mezzo secolo, per essere poi annesso nel 1860 alla Francia, dopo referendum nell'aprile del 1860, secondo le clausole del Trattato di Torino fra Vittorio Emanuele II, re di Sardegna e Piemonte e Napoleone III, imperatore dei Francesi, con cui era ceduto dal primo ministro Camillo Benso, conte di Cavour, il Contado di Nizza alla Francia, per il suo aiuto nella seconda guerra d'indipendenza e l'unità d'Italia.

## Monumenti e luoghi d'interesse
- La casa dove nacque Enrico Sappia
- Chiesa di San Martino (église de Saint-Martin) del XIX secolo.
- Cappella di Nostra Signora de la Madone (chapelle Notre-Dame de la Madone).

## Società

### Evoluzione demografica
Abitanti censiti

## Cultura

### Eventi
Lungo tutto l'anno sono organizzate diverse manifestazioni culturali (lotto, lotteria, balli, elezione di Miss e Mister Touët, serate con il "pan bagnat", spiedini, ecc.).
Il festino più apprezzato del villaggio è quello di San Luigi a fine agosto.